# Vojna policija Oružanih snaga Republike Hrvatske
Vojna policija Oružanih snaga Republike Hrvatske (VP OSRH) pruža potporu Ministarstvu obrane i Oružanim snagama Republike Hrvatske obavljanjem namjenskih vojnopolicijskih poslova u miru i ratu te borbenih zadaća u ratu. Vojna policija obavlja poslove redarstvene vlasti Republike Hrvatske u skladu s odredbama Zakona o kaznenom postupku. Preustrojem 2008. Uspostavlja se pukovnija vojne policije čiji je prvi zapovjednik bio brigadir Željko Ljubas.
Postrojbe Vojne policije ustrojene su unutar grana Oružanih snaga. Služba Vojne policije Glavnog Stožera OSRH postrojbama Vojne policije unutar grana je stručno nadređena za područje vojno-policijskih poslova, odnosno ona nadzire rad struke unutar postrojbi Vojne policije unutar grana te ima zadaću stručnog vođenja, obučavanja vojnih policajaca i planiranja međunarodne vojno-policijske suradnje.
Dan roda vojne policije je 24. kolovoza.

## Povijest
Nastanak Vojne policije OSRH usko je vezan uz početak Domovinskog rata i nastanak samostalne Republike Hrvatske. Kako je krenulo ustrojavanje Hrvatske vojske, krenulo je i ustrojavanje Vojne policije. U kolovozu 1991. započeto je ustrojavanjem postrojbi Vojne policije. Takva odluka je donesena na razini državnog vrha, tako da je 24. kolovoza predsjednik Franjo Tuđman tadašnjem načelniku stožera zapovjedništva ZNG-a izdao kratku i jednostavnu zapovijed: ustrojiti vojnu policiju odmah!
Prva postrojba VP-a je ustrojena već 27. kolovoza kada je iz sastava 1. brigade ZNG-a izdvojen 1. bataljun i formiran Zaštitni bataljun ZNG-a. U rujnu i listopadu formiraju se u brigadama HV-a satnije ili vodovi VP-a, a zaštitni bataljun ZNG-a postaje 66. bojnom VP-a. Već u to vrijeme djeluje oko 110 postrojbi VP-a jačine desetine do bataljuna. U vojnopolicijskom smislu organizacija i ustrojavanje VP-a započela je tek ustrojavanjem i djelovanjem Uprave VP-a u studenom 1991. na čelu s Matom Laušićem kadu su se sve postrojbe VP stavile pod vođenje i zapovijedanje Uprave VP-a. Postrojbe VP-a u Domovinskom ratu nisu bile klasične u smislu da su obavljale samo vojnopolicijske zadaće, već su obavljale i ratne zadaće. Nakon rata uslijedilo je konsolidiranje redova i transformacija iz ratne u mirnodopsku vojsku. S 2002. godinom i početkom velikog preustroja, VP-a prelazi s ingerencije MORH-a pod ingerenciju GS-a OSRH-a. Osim u brojčanom smanjenju koje je bilo najintenzivnije 2003. godine, u 2008. godini preustroj je značajne promjene donio i u organizacijskom smislu. Uprava Vojne policije preustrojena je u Odjel Vojne policije GS OSRH-a. Uz to postrojbe Vojne policije ustrojene su unutar grana Oružanih snaga. Tako je u HKoV-u ustrojena pukovnija vojne policije, u HRM-u je satnija vojne policije koja djeluje unutar zapovjedne satnije HRM-a, dok je u HRZ-u ustrojen vod vojne policije. Pukovnija vojne policije u HKoV-u obnaša oko 80 posto ukupnog vojno-policijskog posla u Hrvatskoj.
Odjel Vojne policije postrojbama Vojne policije u granama je stručno nadređen za područje vojno-policijskih poslova, odnosno on nadzire rad struke unutar postrojbi Vojne policije u granama te ima zadaću stručnog vođenja, obučavanja vojnih policajaca i planiranja međunarodne vojno-policijske suradnje. Načelnik Odjela dnevno operativno ne zapovijeda postrojbama Vojne policije u granama, ali kroz sustav vođenja i zapovijedanja načelnika GS OSRH-a sudjeluje u pripremi određenih organizacijskih zapovijedi kojima načelnik GS-a zapovijeda vojno-policijske poslove i zadaće.
Nakon Domovinskog rata Vojnu policiju čine Uprava VP-a i 6.bVP-a na razini MORH-a, pet bojna VP-a pri ZP OSRH i HRM-a, tri satnije pri ZP OSRH HRZ-a i PZO-a i Nastavno središte za obuku VP-a. Osnovne specijalnosti su: Opća, Prometna i Kriminalistička Vojna policija. Ustrojene su i razvijene pod specijalnosti: postrojbe na borbenim oklopnim vozilima, antiterorističke postrojbe VP-a, zaštitno tragačke postrojbe VP sa službenim psima, motorizirane postrojbe i postrojbe pomorske vojne policije. Antiterorističke postrojbe vojne policije imaju specijalnosti za ronjenje, alpinizam, za traganje i spašavanje letača, a u Općoj VP specijalnosti za protueksplozijsku zaštitu.

### Spomen
U vojarni “1. gardijske brigade Tigrovi – Croatia” u Zagrebu dana, 4. prosinca 2024., svečano je otkriven spomenik poginulim, nestalim i umrlim pripadnicima Vojne policije Hrvatske vojske u Domovinskom ratu. Spomenikom dominira pet monolita na kojima je uklesano 120 imena i prezimena poginulih, nestalih i umrlih pripadnika Vojne policije. Na srednjem monolitu nalazi se grb Vojne policije unutar kojeg je stilizirani hrvatski sokol koji simbolično bdije nad mrtvima i čuva ih. Spomenik je izrađen od bračkog kamena i djelo je klesara Dinka Martinovića.

## Djelokrug rada, dužnosti i ovlasti pripadnika Vojne policije
Djelokrug rada, dužnosti i ovlasti pripadnika Vojne policije Oružanih snaga Republike Hrvatske uređene su Pravilnikom o djelokrugu rada, dužnostima i ovlastima pripadnika Vojne policije. 
Vojna policija u obavljanju vojnopolicijskih poslova ovlaštena je postupati prema:
- vojnim osobama na službi u Ministarstvu obrane i Oružanim snagama,
- državnim službenicima i namještenicima na službi u Oružanim snagama,
- državnim službenicima i namještenicima na službi u Ministarstvu obrane u svezi s poslovima iz djelokruga Ministarstva obrane i Oružanih snaga,
- civilnim osobama koje se nalaze u vojnim objektima koji služe potrebama obrane.

O postupanju prema civilnim osobama Vojna policija dužna je odmah izvijestiti Ministarstvo unutarnjih poslova.

### Dužnosti
Dužnosti Vojne policije su:
- zaštita života, slobode, prava, sigurnosti i nepovredivosti vojnih osoba, državnih službenika i namještenika na službi u Ministarstvu obrane i Oružanim snagama u svezi s obavljanjem službe,
- zaštita imovine kojom upravlja Ministarstvo obrane i Oružane snage,
- sprječavanje i otkrivanje kaznenih djela i prekršaja u Ministarstvu obrane i Oružanim snagama i prema Ministarstvu obrane i Oružanim snagama te podnošenje kaznenih prijava,
- traganje za pripadnicima Oružanih snaga, državnim službenicima i namještenicima na službi u Ministarstvu obrane koji su počinili kaznena djela i prekršaje te njihovo dovođenje nadležnim tijelima,
- potpora vojnostegovnim tužiteljstvima i vojnostegovnim sudovima,
- upravljanje prometom vojnih vozila na cestama te nadzor vojnih vozila, vozača i drugih vojnih sudionika u prometu,
- osiguranje osoba, objekata i prostora od posebnog sigurnosnog interesa za Ministarstvo obrane i Oružane snage,
- sudjelovanje, po potrebi, u sigurnosnoj potpori MUP-u, stranim vojnim organizacijama i tijelima, te drugim tijelima državne vlasti,
- sudjelovanje u otklanjanju posljedica izazvanih prirodnim nepogodama, tehničko-tehnološkim i ekološkim nesrećama te prometnim nezgodama većih razmjera,
- ostali poslovi određeni zakonom i drugim propisima.

U ratnom stanju i stanju neposredne ugroženosti Vojna policija sudjeluje:
- u provedbi mjera sigurnosti za vrijeme mobilizacije,
- u upravljanju cestovnim prometom u području borbenih djelovanja i na pravcima kretanja postrojba Oružanih snaga,
- u ograničavanju slobode kretanja u području borbenih djelovanja.

Područje djelovanja postrojba Vojne policije određuje načelnik Glavnog stožera Oružanih snaga.
Pravo primjene vojnopolicijskih ovlasti pripada ovlaštenim službenim osobama Vojne policije. Ovlaštene službene osobe su pripadnici Vojne policije raspoređeni na ustrojbeno mjesto s vojnopolicijskim ovlastima koji su položili stručni ispit pri Središtu za obuku Vojne policije "Bojnik Alfred Hill" u Zagrebu ili pri MUP-u. Ovlaštenoj službenoj osobi izdaje se službena iskaznica i službena značka Vojne policije.

### Vojnopolicijske ovlasti
Vojnopolicijske ovlasti su:
- provjera i utvrđivanje identiteta osoba i predmeta
- fotografiranje i snimanje osoba ili predmeta,
- pozivanje,
- dovođenje,
- traganje za osobama i predmetima,
- privremeno ograničenje slobode kretanja,
- davanje upozorenja i zapovijedi,
- privremeno oduzimanje predmeta,
- poligrafsko testiranje i analiziranje glasa,
- pregled prostorija, prostora, objekata i dokumentacije,
- pregled osoba, predmeta i prometnih sredstava,
- osiguranje i pregled mjesta događaja,
- zaprimanje prijava,
- uporaba sredstava prisile,
- zaštita žrtava kaznenih djela i drugih osoba,
- zadržavanje,
- prikupljanje, obrada i korištenje osobnih podataka.

## Vanjske poveznice
|  | Zajednički poslužitelj ima još gradiva o temi Military police of Croatia |